# Mars 1935

## Événements
- 2 mars (Thaïlande) : le roi Prachadhipok abdique en faveur de son neveu, le prince Ananda Mahidol (fin en 1946).
- 4 mars : Mariage de l’infante Jaime d’Espagne et d’Emmanuelle de Dampierre à Rome.

- 6 mars : fondation de la Dominion Curling Association. Le curling est reconnu comme étant un sport organisé.

- 7 mars : à Daytona Beach, Malcolm Campbell établit un nouveau record de vitesse terrestre : 445,32 km/h.

- 9 mars : Hermann Göring annonce au Daily Mail l'existence de la Luftwaffe, armée de l'air allemande.

- 11 mars : ouverture de la Banque du Canada (nationalisation en 1938).

- 16 mars :
  - France : la loi fixe à deux ans la durée du service militaire, à titre exceptionnel jusqu'en 1939.
  - Royaume d'Irak : Un gouvernement de coalition est formé autour de Rashid Ali, Nuri Sa'id et Yasin al-Hashimi. Une opposition se forme autour d’un groupe réformateur, la Jama'at al-Ahali qui prône des réformes sociales et économiques.
  - Réarmement de l'Allemagne. Le chancelier Adolf Hitler proclame la souveraineté de l’Allemagne en matière de défense en violation du traité de Versailles. Rétablissement du service militaire obligatoire, sans qu'aucun pays ne proteste - La Reichswehr devient la Wehrmacht.

- 20 mars : Johan Nygaardsvold forme le second gouvernement travailliste en Norvège. Il réalise d’importantes réformes.

- 21 mars : la Perse prend le nom d'Iran.

- 22 mars : 
  - premier programme régulier de télévision dans un pays européen.
  - Premier vol du chasseur embarqué Grumman F3F.

- 25 mars : gouvernement d’union nationale formé par Paul Van Zeeland en Belgique.

## Naissances
- 1er mars : Robert Conrad, acteur américain († 8 février 2020).
- 2 mars : Al Waxman, acteur et réalisateur († 18 janvier 2001).
- 5 mars : Letizia Battaglia, photographe italienne († 13 avril 2022).
- 12 mars : Paul Marx, évêque catholique français, évêque de Kerema en Papouasie-Nouvelle-Guinée († 18 juin 2018).
- 15 mars : 
  - Nabil el-Arabi, juriste, diplomate et homme politique égyptien († 26 août 2024).
  - Jimmy Swaggart, pasteur et prédicateur télévangéliste américain († 1er juillet 2025).
- 16 mars :
  - Teresa Berganza, mezzosoprano espagnole.
  - Hachmi Bibi, homme politique tunisien († 18 août 2017).
  - Pepe Cáceres (José Eslava Cáceres), matador colombien († 16 août 1987).
  - Xavier Gilles de Maupeou, évêque catholique français, évêque de Viana (Brésil).
- 20 mars : 
  - Óscar Chávez, chanteur, acteur et compositeur mexicain († 30 avril 2020).
  - Bettye Washington Greene, chimiste afro-américaine († 16 juin 1995).
- 22 mars : M. Emmet Walsh, acteur américain († 19 mars 2024).
- 25 mars : 
  - Johnny Pacheco, musicien, compositeur, arrangeur, producteur et directeur musical dominicain († 15 février 2021).
  - Jean-Michel Cazes, viticulteur-viniculteur français († 28 juin 2023).
- 26 mars : Mahmoud Abbas, Homme d'etat Palestinien.
- 29 mars : Sandra G. Harding, philosophe et féministe américaine († 5 mars 2025).
- 31 mars : Herb Alpert, chanteur américain.

## Décès
- 1er mars : William Degouve de Nuncques, peintre belge (° 28 février 1867).
- 5 mars : Armand Lavergne, homme politique.
- 15 mars : James Duncan McGregor, lieutenant-gouverneur du Manitoba.
- 16 mars : John James Richard Macleod, scientifique en médecine et prix Nobel.